# Пољска учионица
Пољска учионица је место у слободној природи, направљено за држање часова редовне наставе ван школских зидова. То је место, по правилу, у близини школске зграде, најчешће у школском дворишту, може бити и у школском врту, црквиној порти, оближњој општинској шуми. Битно је да ово место буде ван уличне прашине, буке, саобраћаја и томе слично. Пољска учионица мора бити уопште на слободном ваздуху, ван школске зграде, у зеленилу, увек под строгим хигијенским и педагошким условима.
Сретен Аџић када је постао управитељ "нове Мушке учитељске школе" у Јагодини, започео је са првим радовима на уређивању пољских учионица. Он је заинтересовао Министарство просвете да за школу Школу откупи 10,5 ha земљишта у близини школе. На њему је настало огледно и инструктивно пољопривредно добро, за пољопривредна ученичка вежбања будућих учитеља. Простор је одмах 1903. претворен у леп украсни врт, са већ раније пројектованим пољским учионицама у њему. Прва полуафмитеаторска учионица, била је изграђена 1906. године, у њој су могла да се држе предавања, седећи на столицама и покретним клупама.
Аџић се није бавио излетничким похођењем школске околине, већ пројектом, вишегодишња брига и рад, веома деликатан процес и поступак уређивања амбијента у природи за учионице и релативно сталан боравак и рад ученика и наставника. Он је изучавао и добро познавао услове за успешан интелектуални рад, за излазак у сусрет ученичкој радозналости без граница, правио је студије и пројекте учионица. Питања доживљајног поткрепљења сазнања у настави, први је најтемељитије покренуо Сретен Аџић. Јагодинске пољске учионице нису биле излетништво, већ дубиозно изучавање свих околности које би пружиле најпогоднији амбијент за процес образовања, за непосредан рад са ученицима, за наставу.

## Значај пољских учионица
- Хигијенски знача
- Педагошки значај
- Морални значај
- Естетички значај
- Социјални значај

### Хигијенски значај
Чист свеж ваздух, са довољно кисеоника од велике је важности за човечји организам, а посебо за дечји који расте, развија се. Без довољно кисеоника у ваздуху оксидација дечје крви је недовољна, тако да су и све органске функције неправилне. Дечји организам омлитави, постане неотпоран према заразним болестима и теже се опоравља.